# コリドーズ・オブ・パワー
『コリドーズ・オブ・パワー』（Corridors of Power）は、北アイルランドのギタリスト、ゲイリー・ムーアが1982年に発表した4作目のスタジオ・アルバム。ヴァージン・レコード移籍第1弾アルバムに当たる。

## 背景
本作に参加したニール・マーレイとイアン・ペイスは、当初は一時的なサポート・メンバーとして加入したが、最終的にはムーアのバンドの正式メンバーとなり、マーレイは1983年11月頃にホワイトスネイクに再加入するまで、ペイスは1984年に再結成ディープ・パープルに加わるまで在籍した。「ウィッシング・ウェル」は、フリーがアルバム『ハートブレイカー』（1973年）に発表した曲のカヴァーである。「エンド・オブ・ザ・ワールド」は、2分に及ぶギター・ソロで始まり、ジャック・ブルースがボーカルでゲスト参加している。
1982年当時には、同年8月26日のマーキー・クラブ公演におけるライブ録音を収録したEPを抱き合わせた限定盤も発売されている。
2002年に発売されたリマスター盤に追加収録された「Love Can Make a Fool of You」は浜田麻里に提供した楽曲「LOVE LOVE LOVE」（アルバム『RAINBOW DREAM』収録）の原曲音源で、ムーアの死後にリリースされた『How Blue Can You Get』（2021年）にも別アレンジの物が収録されている。

## 反響・評価
全英アルバムチャートでは6週トップ100入りして最高30位を記録し、ムーアのアルバムとしては『バック・オン・ザ・ストリーツ』（1978年）以来の全英トップ100入りを果たした。日本のオリコンLPチャートでは13週トップ100入りし、最高29位を記録した。アメリカでは13週Billboard 200入りし、1983年6月4日に最高149位を記録した。
Eduardo Rivadaviaはオールミュージックにおいて5点満点中4点を付け「ゲイリー・ムーアが初めて発表した、純然たるヘヴィメタル・アルバム」と評している。

## ツアー
本作のリリースに伴うツアーでは、マーレイとペイスに加えて、元ユーライア・ヒープのジョン・スローマン（ボーカル、キーボード）と、かつてムーアと共にコロシアムIIで活動していたドン・エイリー（キーボード）が帯同し、1983年に行われた日本公演の模様はライブ・アルバム『ロッキン・エヴリ・ナイト (ライヴ・イン・ジャパン)』に収録された。しかし、スローマンはツアーを通じて喉の不調を抱えていたため、1983年2月頃に解雇され、以後の日程は4人編成で行われた。また、エイリーは後にオジー・オズボーン・バンドに再加入したため、1983年6月以降のアメリカ・ツアーではニール・カーターがキーボードを担当した。

## 収録曲
特記なき楽曲はゲイリー・ムーア作。
1. ドント・テイク・ミー・フォー・ア・ルーザー - "Don't Take Me for a Loser" – 4:17
2. オールウェイズ・ゴナ・ラヴ・ユー - "Always Gonna Love You" – 3:56
3. ウィッシング・ウェル - "Wishing Well" (Paul Rodgers, Simon Kirke, Tetsu Yamauchi, John "Rabbit" Bundrick, Paul Kossoff) – 4:06
4. ゴナ・ブレイク・マイ・ハート・アゲイン - "Gonna Break My Heart Again" – 3:20
5. フォーリング・イン・ラヴ・ウィズ・ユー - "Falling in Love with You" – 4:51
6. エンド・オブ・ザ・ワールド - "End of the World" – 6:54
7. ロッキン・エヴリ・ナイト - "Rockin' Every Night" (Gary Moore, Ian Paice) – 2:48
8. コールド・ハーテッド - "Cold Hearted" – 5:12
9. アイ・キャント・ウェイト・アンティル・トゥモロー - "I Can't Wait Until Tomorrow" – 7:56

### 2002年リマスターCDボーナス・トラック
1. フォーリング・イン・ラヴ・ウィズ・ユー（リミックス） - "Falling in Love with You (Remix)" - 4:09
2. フォーリング・イン・ラヴ・ウィズ・ユー（リミックス・インストゥルメンタル） - "Falling in Love with You (Remix instrumental)" – 4:24
3. ラヴ・キャン・メイク・ア・フール・オブ・ユー - "Love Can Make a Fool of You" – 4:06

## 参加ミュージシャン
- ゲイリー・ムーア - ボーカル、ギター
- トミー・アイアー - キーボード
- ニール・マーレイ - ベース
- イアン・ペイス - ドラムス

アディショナル・ミュージシャン
- ジョン・スローマン（英語版） - バッキング・ボーカル(on #5)
- ドン・エイリー - キーボード(on #5)
- モ・フォスター - ベース(on #5)
- ジャック・ブルース - ボーカル(on #6)
- ボビー・チョウナード - ドラムス(on #6)